# Schleedorf
Schleedorf is een gemeente in de Oostenrijkse deelstaat Salzburger Land, en maakt deel uit van het district Salzburg-Umgebung.
Schleedorf telt 964 inwoners.
Anif · Anthering · Bergheim · Berndorf bei Salzburg · Bürmoos · Dorfbeuern · Ebenau · Elixhausen · Elsbethen · Eugendorf · Faistenau · Fuschl am See · Großgmain · Göming · Grödig · Hallwang · Henndorf am Wallersee · Hintersee · Hof · Koppl · Köstendorf · Lamprechtshausen · Mattsee · Neumarkt am Wallersee · Nußdorf am Haunsberg · Oberndorf bei Salzburg · Obertrum · Plainfeld · Schleedorf · Seeham · Seekirchen am Wallersee · St. Georgen bei Salzburg · St. Gilgen · Straßwalchen · Strobl · Thalgau · Wals-Siezenheim
- Gemeinsame Normdatei: 4527738-2
- Library of Congress Control Number: n85127824
- Nationale Bibliotheek van Israël: 987007562192905171
- Virtual International Authority File: 143131989
- WorldCat: E39PBJtrXmqyjtxgRd4x9J9xDq